# Pierrier (1907)
Pierrier – francuski niszczyciel z okresu I wojny światowej. Jednostka typu Claymore. Okręt wyposażony w dwa kotły parowe opalane węglem. Niszczyciel przetrwał wojnę. Został skreślony z listy floty 27 lipca 1921 roku.